# Lomami (rzeka)
Lomami – jeden z głównych dopływów rzeki Kongo w Demokratycznej Republice Konga. Liczy ok. 1500 km długości, płynie na północny zachód. Swój początek Lomami bierze z południa kraju, niedaleko Kaminy, płynie przez Lubao, Tshofę, Kombe, Bolaiti, Opalę i Iremę. Wpływa do Kongo niedaleko miejscowości Isengi.